# Giải bóng đá Hạng Ba Quốc gia 2013
Giải bóng đá Hạng Ba Quốc gia 2013 là mùa giải thứ chín của giải bóng đá hạng cao thứ 4 trong hệ thống vô địch giải bóng đá Việt Nam (sau V-League, Hạng nhất và Hạng nhì) do Liên đoàn bóng đá Việt Nam tổ chức hàng năm. Giải bóng đá hạng ba quốc gia năm 2013 chính thức khởi tranh giải đấu bắt đầu vào ngày 5/11/2014 và kết thúc vào ngày 13/11/2014 với sự tham dự của 10 đội bóng gồm Kon Tum, Hoàng Anh Gia Lai, Lâm Đồng, Bình Phước, Bình Dương, Đồng Nai, Long An, Bến Tre, Cần Thơ, Mancons Trà Vinh.

## Thể lệ
- Các đội bóng:

Giải năm nay có sự góp mặt của 10 đội bóng và được chia làm 3 bảng đấu tại các địa phương Kon Tum (bảng A), Bình Phước và Bình Dương (bảng B) và Bến Tre (bảng C).
- - Bảng A: Do Sở VHTT&DL Kon Tum đăng cai tổ chức, gồm 3 đội: Kon Tum, Hoàng Anh Gia Lai, Lâm Đồng.
  - Bảng B: Do Sở VHTT&DL Bình Phước đăng cai tổ chức: gồm 4 đội: Bình Phước, Bình Dương, Đồng Nai, Long An.
  - Bảng C: Do Sở VHTT&DL Bến Tre đăng cai tổ chức, gồm 3 đội: Bến Tre, Cần Thơ, Mancons Trà Vinh.

Theo Điều lệ giải bóng đá hạng Ba toàn quốc năm 2013, 10 đội sẽ thi đấu vòng tròn tính điểm tại mỗi bảng A, B, chọn 5 đội bóng giành quyền tham dự giải bóng đá Hạng Nhì Quốc gia 2014.
Cụ thể 5 đội giành quyền thăng hạng gồm 3 đội xếp thứ Nhất và 02 đội xếp thứ Nhì có điểm và các chỉ số cao hơn ở ba bảng. Để đảm bảo tính khách quan trong việc lựa chọn 2/3 đội xếp thứ Nhì có thành tích tốt nhất, Ban tổ chức giải sẽ không tính kết quả trận đấu giữa đội xếp thứ Nhì gặp đội xếp thứ Tư tại bảng B.
- Về cơ cấu giải thưởng:
  - Ba đội bóng đứng đầu mỗi bảng sẽ nhận đồng giải Nhất và phần thưởng 20 triệu đồng.
  - Hỗ trợ kinh phí cho các đơn vị đăng cai tổ chức: 30.000.000đ/đơn vị.

## Lịch thi đấu và kết quả
Bảng B
| 5 tháng 11 năm 2013 | Bình Phước | 8 – 1    | Long An | Bình Phước                            |  |
| 15:15               |            | Chi tiết |         | Sân vận động: Sân vận động Bình Phước |  |

| 6 tháng 11 năm 2013 | Bình Dương | 1 – 1    | Đồng Nai | Bình Phước                            |  |
|                     |            | Chi tiết |          | Sân vận động: Sân vận động Bình Phước |  |

| 8 tháng 11 năm 2013 | Đồng Nai | 1 – 3    | Bình Phước | Bình Phước                            |  |
| 15:15               |          | Chi tiết |            | Sân vận động: Sân vận động Bình Phước |  |

| 9 tháng 11 năm 2013 | Long An | v        | Bình Dương | Bình Phước                            |  |
| 15:15               |         | Chi tiết |            | Sân vận động: Sân vận động Bình Phước |  |

| 12 tháng 11 năm 2013 | Bình Phước | 3 – 1    | Bình Dương | Bình Phước                            |  |
| 15:15                |            | Chi tiết |            | Sân vận động: Sân vận động Bình Phước |  |

| 12 tháng 11 năm 2013 | Đồng Nai | 3 – 0    | Long An | Bình Dương                            |  |
| 15:15                |          | Chi tiết |         | Sân vận động: Sân vận động Bình Dương |  |

Bảng A
| 7 tháng 11 năm 2013 | Kon Tum | 2 – 1    | Lâm Đồng | Kon Tum                            |  |
| 15:15               |         | Chi tiết |          | Sân vận động: Sân vận động Kon Tum |  |

| 9 tháng 11 năm 2013 | Lâm Đồng | 3 – 1    | Hoàng Anh Gia Lai | Kon Tum                            |  |
| 15:15               |          | Chi tiết |                   | Sân vận động: Sân vận động Kon Tum |  |

| 12 tháng 11 năm 2013 | Hoàng Anh Gia Lai | 1 – 3    | Kon Tum | Kon Tum                            |  |
| 15:15                |                   | Chi tiết |         | Sân vận động: Sân vận động Kon Tum |  |

Bảng C
| 7 tháng 11 năm 2013 | Bến Tre | 3 – 0    | Trà Vinh | Tiền Giang                            |  |
| 15:15               |         | Chi tiết |          | Sân vận động: Sân vận động Tiền Giang |  |

| 7 tháng 11 năm 2013 | Trà Vinh | 2 – 2    | Cần Thơ | Tiền Giang                            |  |
| 15:15               |          | Chi tiết |         | Sân vận động: Sân vận động Tiền Giang |  |

| 12 tháng 11 năm 2013 | Cần Thơ | 1 – 3    | Bến Tre | Tiền Giang                            |  |
| 15:15                |         | Chi tiết |         | Sân vận động: Sân vận động Tiền Giang |  |

## Bảng xếp hạng
Bảng A
| STT | Câu lạc bộ          | Tr | T | H | B | Bt | Bb | Hs | Điểm |
| --- | ------------------- | -- | - | - | - | -- | -- | -- | ---- |
| 1   | Kon Tum             | 2  | 2 | 0 | 0 | 5  | 2  | +3 | 6    |
| 2   | Lâm Đồng            | 2  | 1 | 0 | 1 | 4  | 3  | +1 | 3    |
| 3   | Hoàng Anh Gia Lai B | 2  | 0 | 0 | 2 | 2  | 6  | -2 | 0    |

Bảng B

| STT | Câu lạc bộ   | Tr | T | H | B | Bt | Bb | Hs  | Điểm |
| --- | ------------ | -- | - | - | - | -- | -- | --- | ---- |
| 1   | Bình Phước   | 3  | 3 | 0 | 0 | 14 | 3  | +11 | 9    |
| 2   | Đồng Nai B   | 3  | 1 | 1 | 1 | 5  | 4  | +1  | 4    |
| 3   | Long An B    | 3  | 1 | 0 | 2 | 4  | 13 | -9  | 3    |
| 4   | Bình Dương B | 3  | 0 | 1 | 2 | 4  | 7  | -3  | 1    |

Bảng C
| STT | Câu lạc bộ | Tr | T | H | B | Bt | Bb | Hs | Điểm |
| --- | ---------- | -- | - | - | - | -- | -- | -- | ---- |
| 1   | Bến Tre    | 2  | 2 | 0 | 0 | 6  | 1  | +5 | 6    |
| 2   | Cần Thơ B  | 2  | 0 | 1 | 1 | 3  | 5  | -2 | 1    |
| 3   | Trà Vinh   | 2  | 0 | 1 | 1 | 2  | 5  | -3 | 1    |

## Tổng kết mùa giải
Kết thúc giải hạng Ba toàn quốc năm 2013 đã xác định được 5 đội thăng hạng gồm: Kon Tum, Lâm Đồng, Bình Phước, Đồng Nai và Bến Tre.
Trong số đó, 3 đội nhận đồng giải Nhất là: Kon Tum, Bình Phước và Bến Tre. Còn lại Lâm Đồng và Đồng Nai là hai đội Nhì bảng có thành tích tốt nhất trong 3 đội xếp thứ Nhì tại giải hạng Ba toàn quốc năm nay.